# 第一斯捷潘尼夫卡

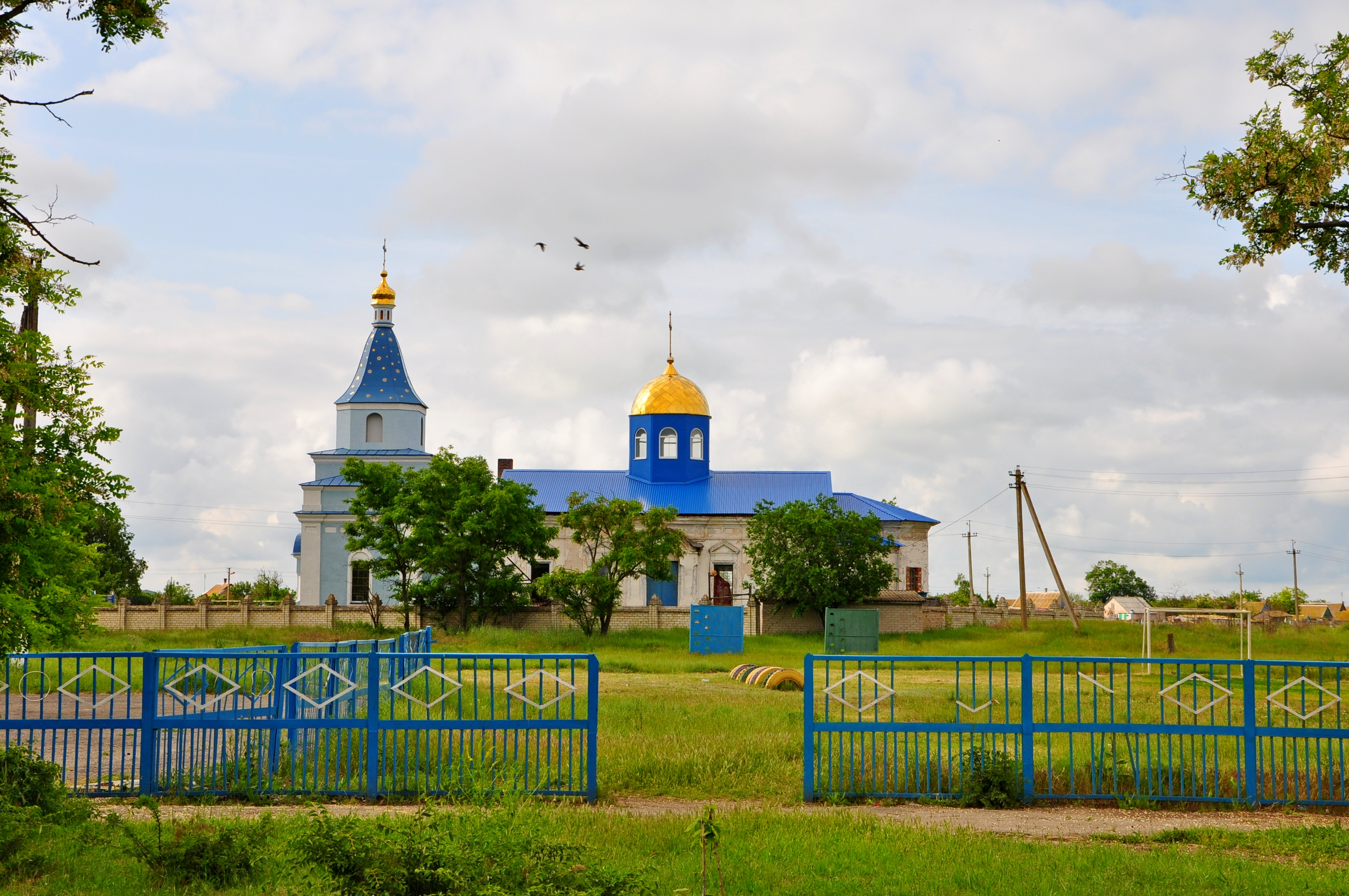
第一斯捷潘尼夫卡教堂

第一斯捷潘尼夫卡（羅馬化：Stepanivka Persha）是位於烏克蘭東南部扎波羅熱州的村莊，由梅利托波爾區的亞歷山德里夫卡市鎮管轄。該村始建於1862年，面積4.87平方公里，海拔高度8米，2001年人口1,227人，人口密度每平方公里252人。